# دليل مادي

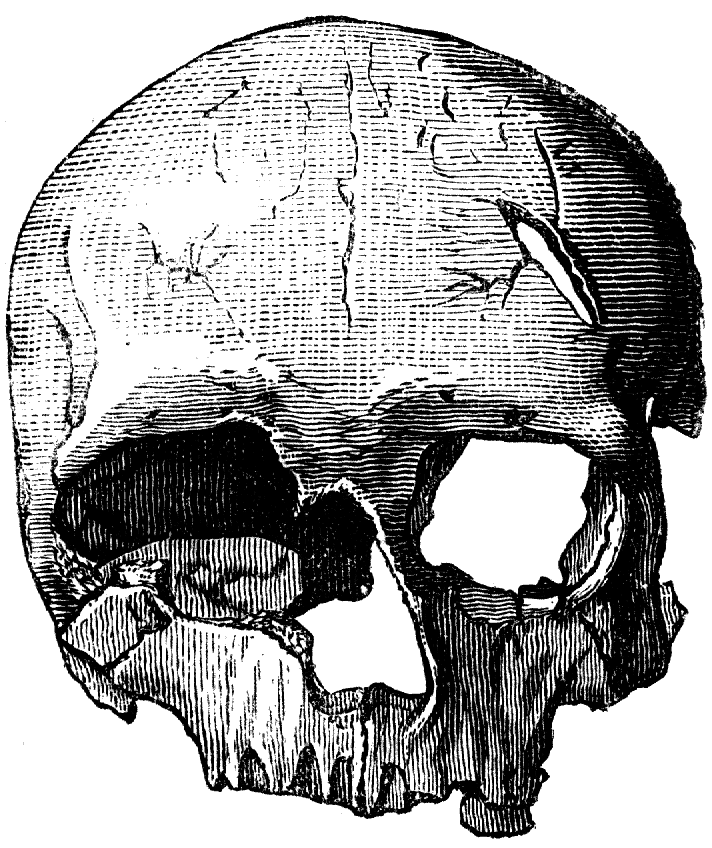

الاثبات الجنائي ابتداء هو التأكد من وقوع جريمة ما حسب ما اشترطه القانون الجزائي من اركان لوقوع هذه الجريمة وذلك انه لا جريمة ولا عقوبة الا بنص وهذا امر يتم اثباته من خلال التأكد من وقوع الفعل الإجرامي «الركن المادي» وحصول نتيجة بالإضافة إلى التأكد من توافر القصد الجنائي «الركن المعنوي» عند الفاعل.
الدليل الجنائي هو مجموعة من الوقائع المادية والمعنوية التي تفيد في كشف اية جريمة وإظهار الحقيقة فيها والأدلة الجنائية تستخدم في تأكيد وقوع الجريمة وكشف مرتكبها أو الاثنان معا.

## الدليل المادي
الأدلة المادية فهي ما يُعثر عليها المختصون في مسرح الجريمة أو على جسم المتهم أو المجني عليه أو الأداة المستخدمة في الجريمة.
هو حالة قانونية تنشأ من العثور على الأثر المادي في مسرح الجريمة أو على جسم المتهم أو المجني عليه، ثم ضبط هذه الآثار ورفعها وتحريزها بطريقة فنية صحيحة ثم فحصها مخبريا، وعلى نتيجة هذا الفحص تتكون صلة أو رابطة بينها وبين المتهم. والرابطة هنا قد تكون إيجابية فتثبت الصلة أو سلبية فتنفي الصلة. على سبيل المثال عند العثور على بصمة ما في مسرح الجريمة فإنها هنا تعتبر اثرا ماديا ولكن عند انطباق هذه البصمة على ما يقابلها من بصمات المتهم في الجريمة فإن هذا التطبيق يحول الأثر إلى دليل مادي والذي بدوره اوجد علاقة قانونية بين المتهم ومسرح الجريمة وموضوع الجريمة وعلى المتهم ان يبرر سبب وجود بصماته في مكان الحادث.

### الأثر المادي
هو كل ما يمكن ادراكه ومعاينته بالحواس فهو قد يكون جسما يرى بالعين وله لون كوجود نسيج أو خيوط من ملابس المجني عليه علاقة بملابس المتهم وكذلك البقع الدموية في مسرح الجريمة بالإضافة إلى رائحة الكيروسين والبنزين في حوادث الحريق.

## أنواع الأدلة المادية
ان ابسط تقسيم للأدلة المادية هو ان تقسم إلى مجموعتين أو صنفين 
1. الأول: ادلة قابلة للرفع أو النقل من محل الحادث.
2. الثانية: ادلة غير قابلة للرفع أو النقل من محل الحادث.

### الدليل القابل للرفع أو النقل
ان مثل هذه الأدلة المتحصلة في محلات الحوادث أو مسارح الجرائم لا نجد فيها صعوبة بالتعامل معها سواء في نقلها أو رفعها فعلى سبيل المثال إذا وجدنا هناك اثر لطبعة إصبع وجدت على زجاجة شباك غرفة ما يستطيع خبير نقل الآثار الجرمية من محلات الحوادث ان يقوم بإظهارها بواسطة باودرات خاصة ووضع وحدة قياس بجانبها ومن ثم تصويرها وبعد ذلك يتم نقلها بواسطة الجيلاتين وتعليم الأثر وتدوين البيانات الخاصة بالواقعة وبالتالي نقلها من 
وخبير الأدلة الجنائية عليه ان لا يتردد في رفع باب من محله ونقله إلى مكان آخر ليستطيع ويتمكن ان يحصل على اثر معين يستفاد منه في التحقيق أو لأهمية القضية التي يتعامل معها

### الدليل الغير قابل للرفع أو النقل
هناك آثار لا يمكن ان نتعامل معها بالرفع أو النقل الا في حلات التصوير أو الاستعاضة بصب القوالب بواسطة مواد خاصة بذلك.

## وصلات خارجية
- Legal Terms Glossary
- LII's Federal Rules of Evidence
- Federal Rules of Evidence (PDF 2009)